# Кастелето Стура
Кастелѐто Сту̀ра (на италиански: Castelletto Stura; на пиемонтски: Castlèt ëd Stura, Кастълет дъ Стура) е село и община в Северна Италия, провинция Кунео, регион Пиемонт. Разположено е на 447 m надморска височина. Населението на общината е 1341 души (към 2010 г.).